# Odorrana bolavensis
Odorrana bolavensis là một loài ếch trong họ Ranidae. Nó là loài đặc hữu của Lào.
Các môi trường sống tự nhiên của chúng là các khu rừng vùng núi ẩm nhiệt đới hoặc cận nhiệt đới và sông. Tình trạng bảo tồn của nó hiện chưa đủ thông tin.